# Fianoniella flagellator
Fianoniella flagellator là một loài tò vò trong họ Ichneumonidae.